# Paul Berkenkopf

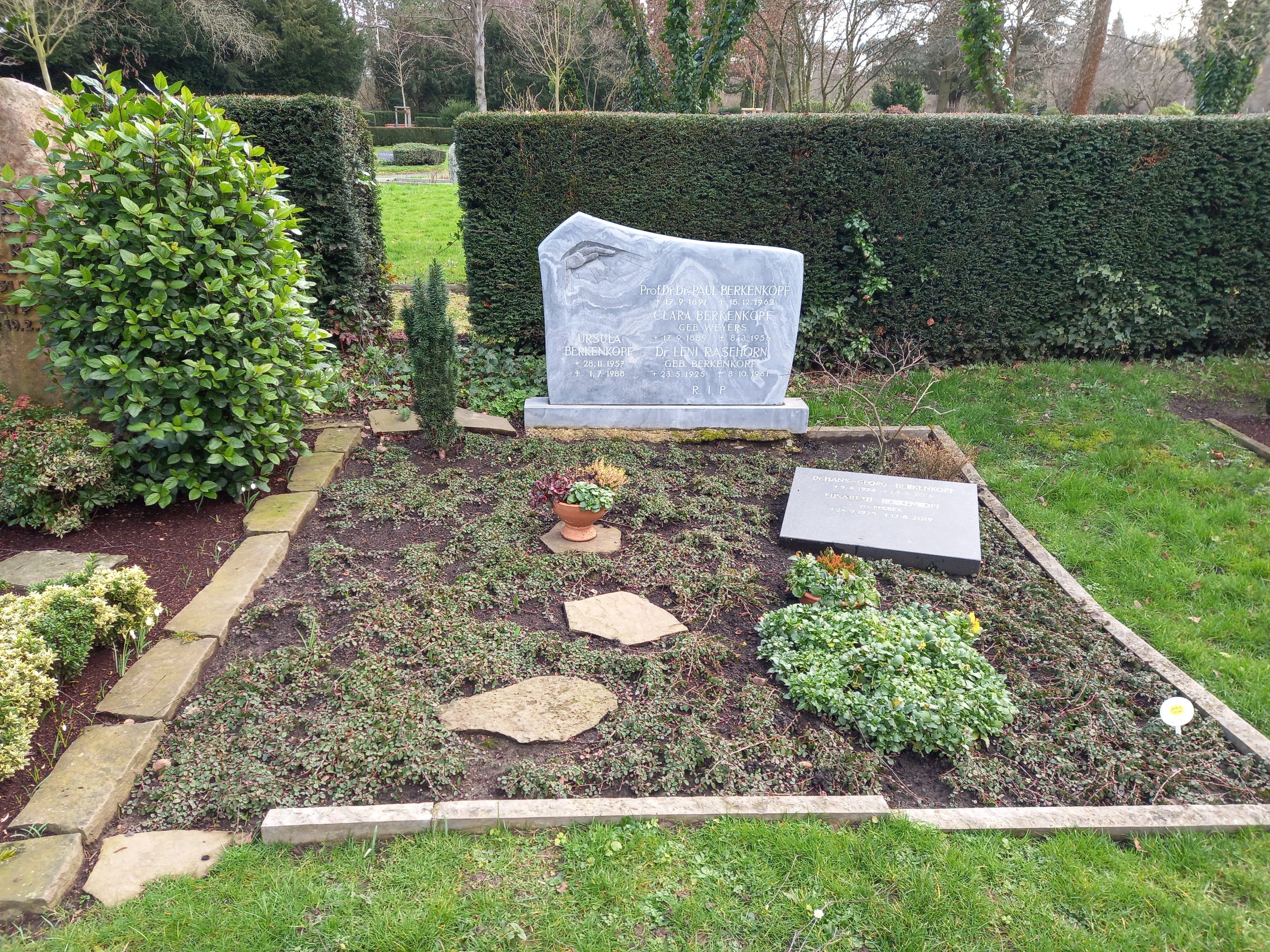
Das Grab von Paul Berkenkopf und seiner Ehefrau Clara geborene Weyers im Familiengrab auf dem Zentralfriedhof Bad Godesberg in Bonn

Paul Berkenkopf (* 17. September 1891 in Vlotho; † 15. Dezember 1962 in Köln) war ein deutscher Wirtschafts- und Verkehrswissenschaftler.

## Leben
Berkenkopf promovierte 1914 in Münster zum Dr. phil. und Dr. rer. pol.; 1924 ging er nach Hamburg, wo er sich 1928 mit der Arbeit Die Neuorganisation der deutschen Großeisenindustrie seit der Währungsstabilisierung habilitierte. Bis 1933 blieb er als Privatdozent in Hamburg und lehrte Nationalökonomie.
Mit dem Eintritt in die NSDAP zum 1. Mai 1933 (Mitgliedsnummer 1.864.361) nahm Berkenkopfs Karriere Fahrt auf: Noch im gleichen Jahr wurde er als Ordentlicher Professor nach Königsberg berufen, wechselte aber bereits im folgenden Jahr nach Münster. An der Universität Köln wurde er 1939 Ordinarius für Wirtschaftliche Staatswissenschaften sowie Direktor des Instituts für Verkehrswissenschaft. Ab 1938 war er Herausgeber der Zeitschrift für Verkehrswissenschaft und ab 1949 Vorsitzender des Wissenschaftlichen Beirats beim Bundesministerium für Verkehr. 1959 wurde er emeritiert.

## Schriften (Auswahl)
- Die Voraussetzungen der Religionsphilosophie Friedrich Max Müllers. Langensalza 1914, OCLC 600726517.
- Die Entwicklung und die Lage der lothringisch-luxemburgischen Großeisenindustrie seit dem Weltkriege. Jena 1925, OCLC 313404835.
- Sibirien als Zukunftsland der Industrie. Stuttgart 1935, OCLC 186903211.
- Die Auflockerung der Industriestandorte und der Anteil der Verkehrspolitik. Vortrag. Münster 1935, OCLC 32595093.